# Îles Vaika
Pour les articles homonymes, voir Vaika.
Vaika est un groupe d'îles en Estonie. Il se situe en mer Baltique, à proximité de l'île Vilsandi. Les îles Vaika sont : Alumine Vaika, Karirahu, Keskmine Vaika, Kullipank, Mustpank et Ülemine Vaika.